# Oscar Sevrin
Oscar Sevrin SJ (* 22. November 1884 in Neuville; † 1. Mai 1975 in Kunkuri, Indien) war ein belgischer Ordensgeistlicher und römisch-katholischer Bischof von Raigarh-Ambikapur.

## Leben
Oscar Sevrin trat am 23. September 1903 der Ordensgemeinschaft der Jesuiten bei. Er absolvierte von 1903 bis 1905 das Noviziat in Arlon und von 1905 bis 1906 das Juniorat in Drongen. Von 1906 bis 1908 studierte er Philosophie in Löwen. Anschließend wurde Sevrin nach Britisch-Ceylon entsandt, wo er sein Philosophiestudium am Priesterseminar in Kandy fortsetzte. Nachdem Oscar Sevrin von 1911 bis 1916 als Lehrer in Rengarih gewirkt hatte, folgte das Studium der Katholischen Theologie in Kurseong. Am 1. Juli 1919 empfing Sevrin in Kurseong das Sakrament der Priesterweihe. Von 1920 bis 1922 war Oscar Sevrin als Lehrer am Jesuitenkolleg in Ranchi tätig. Danach absolvierte er das Tertiat, bevor er 1923 Schulinspektor im Bistum Ranchi wurde.
Am 9. April 1934 ernannte ihn Papst Pius XI. zum Bischof von Ranchi. Der Erzbischof von Kalkutta, Ferdinand Périer SJ, spendete ihm am 25. Juli desselben Jahres in Ranchi die Bischofsweihe; Mitkonsekratoren waren der Bischof von Dacca, Timothy Joseph Crowley CSC, und der Bischof von Patna, Bernard James Sullivan SJ.
Papst Pius XII. bestellte ihn am 13. Dezember 1951 zum ersten Bischof von Raigarh-Ambikapur. Am 8. November 1957 nahm Pius XII. das von Oscar Sevrin vorgebrachte Rücktrittsgesuch an und ernannte ihn zum Titularbischof von Mossyna. Danach war er als Lehrer und Spiritual am Jesuitenkolleg in Kunkuri tätig. Sevrin nahm an allen vier Sitzungsperioden des Zweiten Vatikanischen Konzils teil. 

## Schriften
- Annotations on the Niyogi report relating to Raigarh and Surguja. Pushpa Publishers, Nagpur 1957, OCLC 1737141.